# Aaron Fox
Aaron Fox (* 19. Mai 1976 in Hastings, Minnesota) ist ein ehemaliger US-amerikanischer Eishockeyspieler, der unter anderem für den HC Innsbruck, den HK Jesenice und die Vienna Capitals in der österreichischen Eishockey-Nationalliga aktiv war. Zudem spielte er in Deutschland für den SC Riessersee, die Wölfe Freiburg und die Straubing Tigers. Zwischen Mai 2013 und Dezember 2018 war er Sportdirektor beim KHL Medveščak Zagreb, zudem ab Sommer 2018 Cheftrainer.

## Karriere
Fox begann seine Karriere bei den Green Bay Gamblers in der amerikanischen Juniorenliga USHL und wechselte 1997 zum Team der University of Minnesota in die NCAA. Dort erbrachte er durchgehend gute Leistungen, weshalb er bereits während seines letzten College-Jahres für zwei Spiele bei den Milwaukee Admirals aktiv war. Sein erstes Engagement als Profi folgte bei den Peoria Rivermen. Noch in derselben Saison versuchte er sein Glück in Europa, wo er zunächst in Tschechien spielte und anschließend dem Schweizer National-League-A-Club HC Ambrì-Piotta in den Playoffs aushalf. Dennoch kehrte er anschließend für ein Jahr in die East Coast Hockey League zurück, ehe er im Jahr 2002 endgültig den Sprung nach Europa wagte.

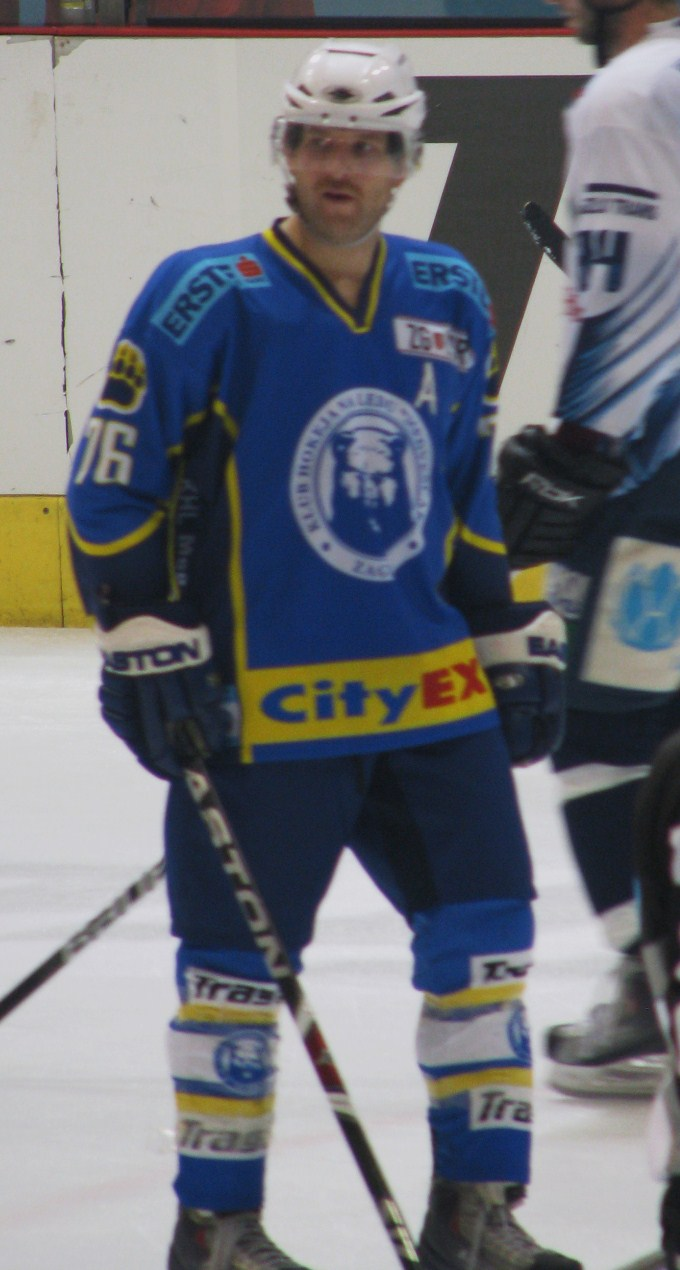
Aaron Fox (Oktober 2009)

Nach einer guten Saison in der zweiten deutschen Bundesliga beendete er die Saison 2003/04 beim HC Innsbruck in der österreichischen Eishockey-Liga, nachdem mit dem SC Riessersee sein bisheriger Arbeitgeber in Insolvenz ging. Fox kehrte aber ein Jahr später in die 2. Bundesliga zurück und absolvierte dort zwei weitere gute Spielzeiten bei den Wölfen Freiburg, ehe ihn der HK Jesenice verpflichtete, der in der 2006/07 seine Premiere in der österreichischen Liga feierte. Zusammen mit den slowenischen Brüdern Marcel und David Rodman bildete er eine der erfolgreichsten Sturmlinien der Liga und wurde mit insgesamt 92 Punkten viertbester Scorer der Liga, wobei Jesenice dennoch sehr knapp die Playoffs verpasste.
Im Jahr darauf wechselte er zusammen mit seinen Linienkollegen zu den Vienna Capitals, wo er es mit insgesamt 72 Punkten auf Platz eins der Topscorer-Wertung schaffte, jedoch mit seiner Mannschaft im Halbfinale ausschied. In der Saison 2008/09 verletzte er sich jedoch sehr früh an der Hand und musste fast die gesamte Saison pausieren. Die Capitals verlängerten daraufhin den Vertrag mit ihm nicht und er wechselte erneut zu einem Liganeuling, dem KHL Medveščak Zagreb aus Kroatien, wo er mit Thomas Jason Guidarelli wie schon einige Jahre zuvor in Garmisch und Innsbruck in einer Linie spielte. Im Jahr 2010 unterzeichnete er einen Vertrag beim EC Dornbirn und spielt seither in der zweithöchsten österreichischen Liga. Zur folgenden Spielzeit heuerte der US-Amerikaner beim Ligakonkurrenten HC Innsbruck an, mit dem er in der Spielzeit 2011/12 die Meisterschaft der österreichischen Nationalliga gewann. Anschließend verlängerte er seinen Vertrag im Juni 2012 um ein Jahr.
2013 beendete er seine Karriere und wurde Sportdirektor beim KHL Medveščak Zagreb.

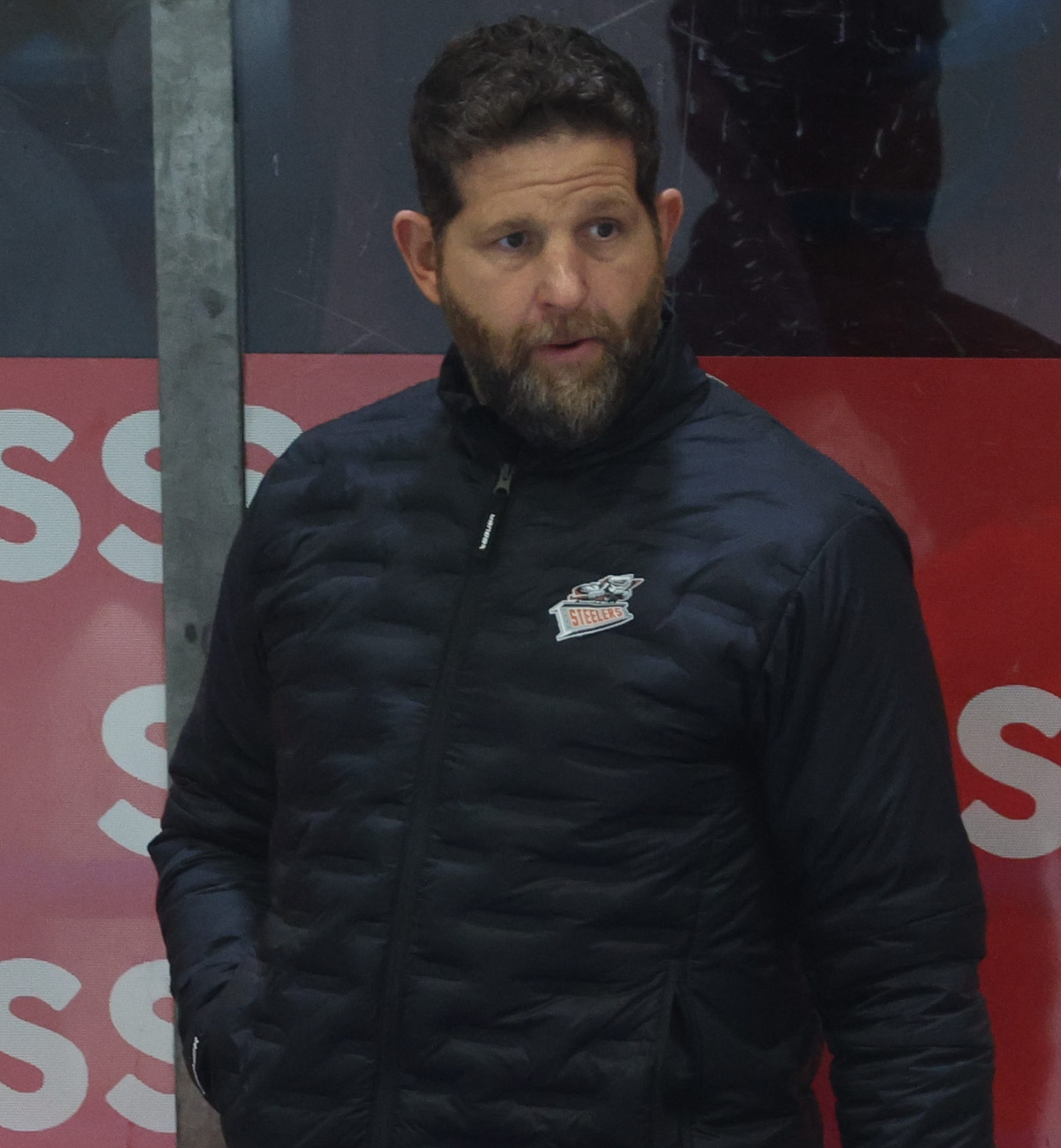
Fox als Trainer der Sheffield Steelers (2024)

Aufgrund der prekären finanziellen Situation von Medveščak Zagreb verließ die komplette sportliche Leitung am 10. Dezember 2018 den Klub.

## Erfolge und Auszeichnungen
- 2012 Nationalliga-Meister mit dem HC Innsbruck

## Karrierestatistik
(Legende zur Spielerstatistik: Sp oder GP = absolvierte Spiele; T oder G = erzielte Tore; V oder A = erzielte Assists; Pkt oder Pts = erzielte Scorerpunkte; SM oder PIM = erhaltene Strafminuten; +/− = Plus/Minus-Bilanz; PP = erzielte Überzahltore; SH = erzielte Unterzahltore; GW = erzielte Siegtore; 1 Play-downs/Relegation; Kursiv: Statistik nicht vollständig)